# Bleed the Future
Bleed the Future — четвёртый студийный альбом канадской техникал-дэт-метал-группы Archspire, выпущенный 29 октября 2021 года на лейбле Season of Mist. Записан в период с октября по ноябрь 2020 года.
4 августа 2021 года вышел первый сингл «The Golden Mouth of Ruin», а 2 сентября — второй, «Bleed The Future».
20 июля вышел клип на песню «Bleed the Future», деньги на которой были собраны на краудфандинговой платформе Kickstarter.

## Список композиций
| №                   | Название                               | Длительность |
| ------------------- | -------------------------------------- | ------------ |
| 1.                  | «Drone Corpse Aviator»                 | 3:46         |
| 2.                  | «Golden Mouth of Ruin»                 | 4:04         |
| 3.                  | «Abandon the Linear»                   | 4:35         |
| 4.                  | «Bleed the Future»                     | 3:47         |
| 5.                  | «Drain of Incarnation»                 | 4:18         |
| 6.                  | «Acrid Canon»                          | 4:07         |
| 7.                  | «Reverie on the Onyx»                  | 3:46         |
| 8.                  | «A.U.M. (Apeiron Universal Migration)» | 3:03         |
| Общая длительность: | Общая длительность:                    | 31:33        |

## Участники записи
- Спенсер Преветт — ударные
- Дин Лэмб — восьмиструнная гитара
- Тоби Морелли — семиструнная гитара
- Оливер Рэй Алерон — вокал
- Джаред Смит — бас-гитара